# 陶大程
陶大程 （1978年—） 是一位澳大利亚华人计算机科学家。

## 生平
1978年出生，2002年获得中国科学技术大学学士学位，2004年获得香港中文大学取得硕士学位，2007年获得伦敦大学伯贝克学院博士学位。同年任教于香港理工大学，2008年加入南洋理工大学、2010年11月加入悉尼科技大学，2016年加入悉尼大学。2016年12月担任优必选人工智能首席科学家。2021年3月8日担任京东探索研究院院长。

## 荣誉
- 2016年被选为欧洲科学院外籍院士。
- 2017年获得澳大利亚荣誉奖学金。[3]
- 2018年被选为澳大利亚科学院院士。[4]
- 2019年被选为美国计算机学会会士。[5]
- 2020年获得尤里卡奖。[6]